# Blackwood (Caerphilly)
Blackwood (walisisk: Coed Duon) er en by, community og valgdistrikt, der ligger ved floden Sirhowy i South Wales Valleys, som bliver administreret som en del af Caerphilly County Borough. Den ligger i det historiske county Monmouthshire.
I 2011 havde den 8.496 indbyggere, hvilket gør den til en af Wales' største byer.
Byen rummer en større antal virksomheder inden for lysindustri og High Tech. Byen er desuden hjemby for rockbandet Manic Street Preachers.